# F. Anthony Comper
F. Anthony Comper (né en 1945), dit Tony Comper, est un banquier canadien. Il était président et chef de la direction de la Banque de Montréal, dit BMO Groupe Financier, jusqu'au 1er mars 2007, quand il a pris sa retraite.
Il était président-bénévole du  Campaign for the University of Toronto (1995 à 2004) de l'Université de Toronto, président du Conseil des gouverneurs de l'Université de Toronto (circa 1995 à 1998) et vice-président du Conseil de l'hôpital St. Michael à Toronto.
Il a reçu un B.A. en littérature anglaise du St. Michael's College de l'Université de Toronto en 1966.
Avec son épouse Elizabeth Comper, il a fondé FAST - Fighting Antisemitism Together, groupe canadien qui lutte contre l'antisémitisme.